# الهندوسية في جنوب آسيا
الهندوسية هي أكبر ديانة في جنوب آسيا بحوالي 1.07 مليار هندوسي، وتشكل ما يقرب من ثلاثة أرباع (حوالي 73٪) سكان جنوب آسيا. يوجد في جنوب آسيا أكبر عدد من الهندوس في العالم، مع حوالي 99 ٪ من جميع الهندوس من جنوب آسيا. الهندوسية هي الديانة السائدة في الهند ونيبال وهي ثاني أكبر ديانة في بنغلاديش وباكستان وسريلانكا وبوتان.

## تاريخ
بدأت جذور الهندوسية ونشأت من جنوب آسيا منذ أوائل حضارة وادي السند، حوالي 3000 قبل الميلاد في شمال الهند، باكستان، وأفغانستان. على الرغم من وجود ادعاءات حول الهجرات الهندية الآرية وبداية الفترة الفيدية في جنوب آسيا وانتشرت في المنطقة. الفترة اللاحقة، بين 800 قبل الميلاد و 250 قبل الميلاد، هي «نقطة تحول بين الديانات الفيدية والديانات الهندوسية»، وفترة تكوينية للهندوسية واليانية والبوذية. الفترة الملحمية والبورانية المبكرة، من ج. 250 قبل الميلاد و 500 م، شهد «العصر الذهبي» الكلاسيكي للهندوسية (350 - 650 م)، والذي يتزامن مع إمبراطورية جوبتا. بعد غزو الحكام الإسلاميين في شبه القارة الهندية وانتشار البطولات الاربع في جنوب آسيا، بدأ اضطهاد الهندوس واستمر حتى نهاية إمبراطورية المغول.